# Joan Baptista Peset i Aleixandre
|  | Aquest article tracta sobre el metge, rector i polític. Si cerqueu l'avinguda homònima, vegeu «Avinguda del Doctor Joan Baptista Peset i Aleixandre». |

Joan Baptista Peset i Aleixandre (castellà: Juan Peset)  (Godella, 2 de juliol de 1886 - Paterna, 24 de maig de 1941) fou un metge, científic i polític valencià. Va ser rector de la Universitat de València. Fou afusellat pel règim franquista a causa de la seua fidelitat a la Segona República Espanyola.

## Biografia

### Orígens familiars i anys de formació
Joan Peset pertanyia a una família d'importants metges i intel·lectuals valencians, amb noms com els de Marià Peset de la Raga, Joan Baptista Peset i Vidal, Tomàs Peset i Aleixandre, entre d'altres. Son pare, Vicent Peset i Cervera, va ser metge i catedràtic de Terapèutica, son germà Marià Peset Aleixandre fou arquitecte. A més, la família tenia una tradició de pensament liberal, des de Marià Peset de la Raga, qui fou perseguit a principis del segle xix, en els temps de l'absolutisme, per les seues idees liberals.
Va cursar diferents titulacions acadèmiques: perit químic i mecànic, doctor en Medicina, en Ciències Químiques i en Dret. Les seues excel·lents qualificacions acadèmiques el van fer mereixedor del diploma de cavaller de l'orde civil d'Alfons XII. El 1908 va ser pensionat pel govern espanyol per tal que ampliés els seus estudis a l'estranger. Va estudiar toxicologia amb Jules Ogier a París i medicina forense amb Alphonse Bertillon.

### Carrera mèdica i científica

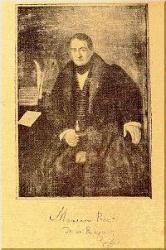
Marià Peset de la Raga, avantpassat del Dr. Peset i Aleixandre

El 1910 va obtenir la càtedra de Medicina Legal i Toxicologia a la Universitat de Sevilla i, l'any següent, la direcció del laboratori bacteriològic de la ciutat. Hi va treballar en la lluita contra l'epidèmia de tifus que el 1912 atacà la capital andalusa.
El 1913 va participar en el I Congrés de Metges de llengua catalana, del qual son pare era un dels presidents d'honor. El 1916 tornà a València, on fou nomenat catedràtic de Medicina Legal. Se li va encarregar la creació de l'Institut Provincial d'Higiene, l'edifici del qual va pagar amb diners propis. Va descobrir un tractament contra la meningitis purulenta, que resultà d'una efectivitat absoluta, i hi va endegar una campanya antitífica. Fou membre de l'Institut Mèdic Valencià i va presidir l'Assemblea Mèdica Regional Valenciana de 1918. Entre 1928 i 1939 va dirigir la tercera època de la revista Crónica Médica.
Va ser escollit rector de la Universitat de València, càrrec que ocupà entre maig de 1932 i juny de 1934.
Peset va assolir un extraordinari prestigi dins de la seua especialitat. Alguns dels seus deixebles més destacats van ser Pedro Laín Entralgo i Juan José López Ibor. El seu caràcter i la seua mestria com a metge el van convertir en una persona molt popular entre el poble de la ciutat de València.

### Activitat política
Joan Peset va ser un home d'idees republicanes i d'esquerra. Va ser militant d'Acción Republicana i, més tard, d'Izquierda Republicana, del qual fou president a València, tots dos partits fundats per Manuel Azaña. Pel maig de 1935 presidí un famós míting d'Azaña a Mestalla.
La seua popularitat va fer que fora triat per encapçalar la candidatura del Front Popular per València en les eleccions del 16 de febrer de 1936. Va obtenir 84 106 vots, guanyant clarament els comicis en aquesta circumscripció i aconseguint un escó a les Corts espanyoles.
Una volta hagué esclatat la guerra civil del 1936, Peset fou nomenat inspector dels hospitals de guerra. Durant la contesa, va estudiar les repercussions psicològiques del conflicte bèl·lic en l'individu. A més, va continuar amb la labor política i parlamentària. Assistí a la darrera sessió de les Corts republicanes a territori espanyol, que tingué lloc a Figueres l'1 de febrer de 1939. Com la resta de parlamentaris, isqué del país cap a França, però aviat, a Tolosa de Llenguadoc, va decidir que el seu deure era tornar a l'Espanya republicana. Va haver de convèncer el cònsol espanyol a Tolosa, que li aconsellava que no tornés, i finalment hi regressà. Va acompanyar el president del govern de la República, el doctor Juan Negrín, i Josep Puche, rector de la Universitat de València durant la guerra, a l'aeròdrom d'Elda des del qual van marxar a l'exili, però es va negar a acompanyar-los, malgrat la insistència del president. Després de reunir-se amb els seus fills, que havien lluitat al bàndol republicà, va intentar abandonar la península amb la seua família pel port d'Alacant, que havia esdevingut l'única possibilitat de fugida per als republicans. Tanmateix, els vaixells que haurien hagut de rescatar els milers de persones que s'hi reuniren no arribaren mai i tots van ser fets presoners pels soldats franquistes. Peset fou reclòs al camp d'ametlers de la carretera cap a València que va ser utilitzat com a camp de detenció i, després, al camp de concentració d'Albatera, on es feu càrrec de la infermeria. Posteriorment, fou traslladat a Portaceli i més tard a la Presó Model de València. Allà feia classes a companys de reclusió i intentà millorar les condicions higièniques dels presos.
Com molts altres professors universitaris republicans, Peset fou separat de la seua càtedra per mitjà d'una ordre ministerial "no només per les seues actuacions en les zones que han patit la dominació marxista, sinó també per la seua pertinaç política antinacional i antiespanyola en els temps precedents al Gloriós Moviment Nacional". A més, va ser jutjat per "auxili a la rebel·lió" i condemnat a mort, per bé que amb una recomanació d'indult pel tribunal. Tanmateix, els elements més reaccionaris de la ciutat de València pressionaren perquè la sentència fos revisada i s'eliminés la recomanació d'indult. Immediatament, un gran nombre de persones, entre elles l'arquebisbe de València, Prudencio Melo, van demanar a les autoritats la commutació de la pena. Fins i tot es va arribar a demanar clemència al mateix Francisco Franco, qui s'hi negà. Peset fou executat a Paterna el 24 de maig de 1941, de manera antireglamentària, ja que no es va avisar a l'auditor. El matí del dia de l'execució, Peset havia operat un company pres d'una hèrnia.

### Posteritat
El primer acte de recuperació de la memòria del Dr. Peset es va efectuar a la presentació del Congrés de Cultura Catalana que tingué lloc a València l'abril de 1976, en què participaren Joan Fuster, Manuel Sanchis Guarner, Vicent Andrés Estellés, entre d'altres.
També Estellés va publicar, el 1979, el seu poema llarg Ofici permanent a la memòria de Joan B. Peset, que fou afusellat a Paterna el 24 de maig de 1941, a l'editorial Tres i Quatre.
Actualment, la ciutat de València recorda el doctor Peset i Aleixandre amb els següents topònims:
- l'Avinguda Peset Aleixandre, una de les principals artèries del nord de la ciutat;
- l'Hospital Doctor Peset i
- el Col·legi Major Rector Peset, de la Universitat de València, al barri del Carme.

## Obra
Algunes de les publicacions científiques de Peset i Aleixandre són:
- Nota experimental sobre varias sales nuevas de piridina (tesi doctoral en Medicina)
- Nuevo método general para la determinación electrocuantitativa de los metales muy oxidables (tesi doctoral en Química)
- Aplicación jurídica de las teorías modernas acerca de la responsabilidad criminal y su atenuación por causas psicológicas (tesi doctoral en Dret)
- Las autopsias en la Morgue, 1908.
- Tres reacciones nuevas para la anilina, 1909.
- Bosquejo crítico de la hematoquimia legal, 1913.
- Vacunación y revacunación antitíficas, 1916.
- Aplicaciones del laboratorio a la clínica.